# السرب 102 (إسرائيل)
السرب 102 المعروف أيضًا باسم سرب النمر الطائر، هو سرب تدريب يتبع سلاح الجو الإسرائيلي، كان السرب يعمل بمقاتلات إيه-4إتش سكاي هوك عند تأسيسه وحالياًً يعمل بطائرات إم-346 ماستر (لافي) في قاعدة حتسريم الجوية في النقب بالقرب من بئر السبع.

## تاريخه
تأسس السرب في نهاية ديسمبر 1967 عندما تلقت إسرائيل طائرات إيه-4 جديدة لتحل محل داسو ميستر وسوبر ميستر. كما مثلت التحول إلى الأسلحة الأمريكية الصنع بسبب الحظر الفرنسي بعد أزمة حرب 1967. خاض السرب جميع الحروب الإسرائيلية الكبرى منذ 1968، ونفذ مهام الاعتراض والدعم الأرضي القريب. وتكبد خسائر فادحة هي الأعنف في حرب أكتوبر 1973 عندما خسر نحو 20 طائرة و7 طيارين قتلى.

## وضعه الحالي
يواصل السرب الطيران إلى اليوم، ويلعب أدوارًا مختلفة، ويشغل طائرات إم-346 مزدوجة المقعد منذ مارس 2016، في تدريب طياري القوات الجوية الإسرائيلية المتقدمين بعدما تقاعد آخر طائرات إيه-4إن سكاي هوك في ديسمبر 2015. حيث عُين السرب لمواصلة الخدمة كوحدات تشغيلية وتدريبية في المستقبل.

## وصلات خارجية
- Global Security Profile
- Defense Industry Daily: Israel’s Skyhawk Scandal Leads to End of an Era (Archived 2009-08-17)